# Учионица
Учионица је просторија у школи или другој образовној установи која служи за образовање деце и одраслих. Учионице клоје се користе на факултетима за предавања или одржавање испита се зову амфитеатри.

## Изглед
Учионице су углавном простране и велике да би у њу могао да стане довољан број ученика. Са друге стране, не треба да буду превелике како би сви ученици могли да чују предавача.
На једном зиду се налази школска табла или видео-пројектор и све клупе су окренуте ка тој страни. Катедра за којом седи предавач (наставник, професор или друга особа) обично је одвојена од осталих. У клупама седи један или двоје ученика.